# Mount Gunn
Mount Gunn är ett berg i Antarktis. Det ligger i Östantarktis. Nya Zeeland gör anspråk på området. Toppen på Mount Gunn är 2 465 meter över havet.
Terrängen runt Mount Gunn är huvudsakligen lite bergig. Trakten är obefolkad. Det finns inga samhällen i närheten. 